# Tomas Villum Jensen
Tomas Villum Jensen (* 12. April 1971) ist ein dänischer Schauspieler und Filmregisseur. Er arbeitete anfangs als Regie-Assistent für Søren Kragh-Jacobsen.

## Filmografie (Auswahl)

### Schauspieler
- 1991: Die Jungen von St. Petri (Drengene fra Sankt Petri)
- 1992: Krümel im Chaos (Krummerne 2: Stakkels Krumme)
- 1994: Krümel hat Ferien (Krummerne 3 - fars gode idé)
- 1995: Final Hour (Sidste time)
- 1998: Angel of the Night (Nattens engel)
- 1999: In China essen sie Hunde (I Kina spiser de hunde)
- 2000: Flickering Lights (Blinkende Lygter)
- 2002: Für immer und ewig (Elsker Dig For Evigt)
- 2002: Old Men in New Cars – In China essen sie Hunde 2 (Gamle mænd i nye biler)
- 2003: Dänische Delikatessen (De grønne slagtere)
- 2005: Adams Äpfel (Adams æbler)

### Regie
- 1996: Ernst und das Licht (Ernst & lyset)
- 2001: Sommer mit Onkel Eric (Min søsters børn)
- 2002: Die Kinder meiner Schwester (Min søsters børn i sneen)
- 2005: Der Sonnenkönig (Solkongen)
- 2007: Das Genie und der Wahnsinn (Sprængfarlig bombe)
- 2009: Das Ende der Welt (Ved verdens ende)